# Autriche aux Jeux olympiques d'été de 1932
L'équipe olympique d'Autriche participe aux Jeux olympiques d'été de 1932 à Los Angeles. Elle y remporte cinq médailles : une en or, une en argent et trois en bronze, se situant à la dix-huitième place des nations au tableau des médailles.

## Les médaillés autrichiens
| Médaille                            | Nom                | Sport         | Compétition                        |
| ----------------------------------- | ------------------ | ------------- | ---------------------------------- |
| Médaille d'or, Jeux olympiques      | Ellen Müller-Preis | Escrime       | Fleuret individuel féminin         |
| Médaille d'argent, Jeux olympiques  | Hans Haas          | Haltérophilie | Légers 60–67.5 kg                  |
| Médaille de bronze, Jeux olympiques | Karl Hipfinger     | Haltérophilie | Moyens 67.5–75 kg                  |
| Médaille de bronze, Jeux olympiques | Nikolaus Hirschl   | Lutte         | Gréco-romaine Poids lourds, +87 kg |
| Médaille de bronze, Jeux olympiques | Nikolaus Hirschl   | Lutte         | Lutte libre Poids lourds, +87 kg   |